# Arte antica
Si parla di arte antica in riferimento alla produzione artistica delle civiltà antiche, come l'antica Cina, India, Mesopotamia, Egitto, l'Antica Grecia e la civiltà romana.